# 학교형태의 평생교육시설
학교형태의 평생교육시설은 「평생교육법」 제31조제1항에 의거 학교형태로 설립되는 평생교육시설을 말한다. 고등학교졸업 이하의 학력이 인정되는 평생교육시설과 학력이 인정되지 않는 평생교육시설로 나뉜다. 원격대학형태의 평생교육시설과 사내대학은 다른 조항에 의해 규율되므로 다른 개념이다.

## 학력인정 평생교육시설
학력인정 평생교육시설은 「평생교육법」 제31조제2항에 의거 학교형태의 평생교육시설 중 고등학교졸업 이하의 학력이 인정되는 시설을 말한다.

## 전공대학
전공대학은 「평생교육법」 제31조제4항에에 의거 전문대학졸업자와 동등한 학력·학위가 인정되는 평생교육시설을 말한다.

## 같이 보기
- 사내대학
- 원격대학
- 전공대학